# مورغان كروكس
مورغان كروكس (بالإنجليزية: Morgan Crooks)‏ هو مجدف كندي، ولد في 30 يونيو 1976 في لندن في كندا.

## وصلات خارجية
- مورغان كروكس على موقع الاتحاد الدولي للتجديف (الإنجليزية)
- مورغان كروكس على موقع اللجنة الأولمبية الدولية (الإنجليزية)
- مورغان كروكس على موقع أوليمبيديا (الإنجليزية)